# 圆果算盘子
圆果算盘子（学名：Glochidion sphaerogynum）为大戟科算盘子属下的一个种。

## 扩展阅读
- 維基物種上的相關：圆果算盘子